# División de Ciencias y Artes para el Diseño

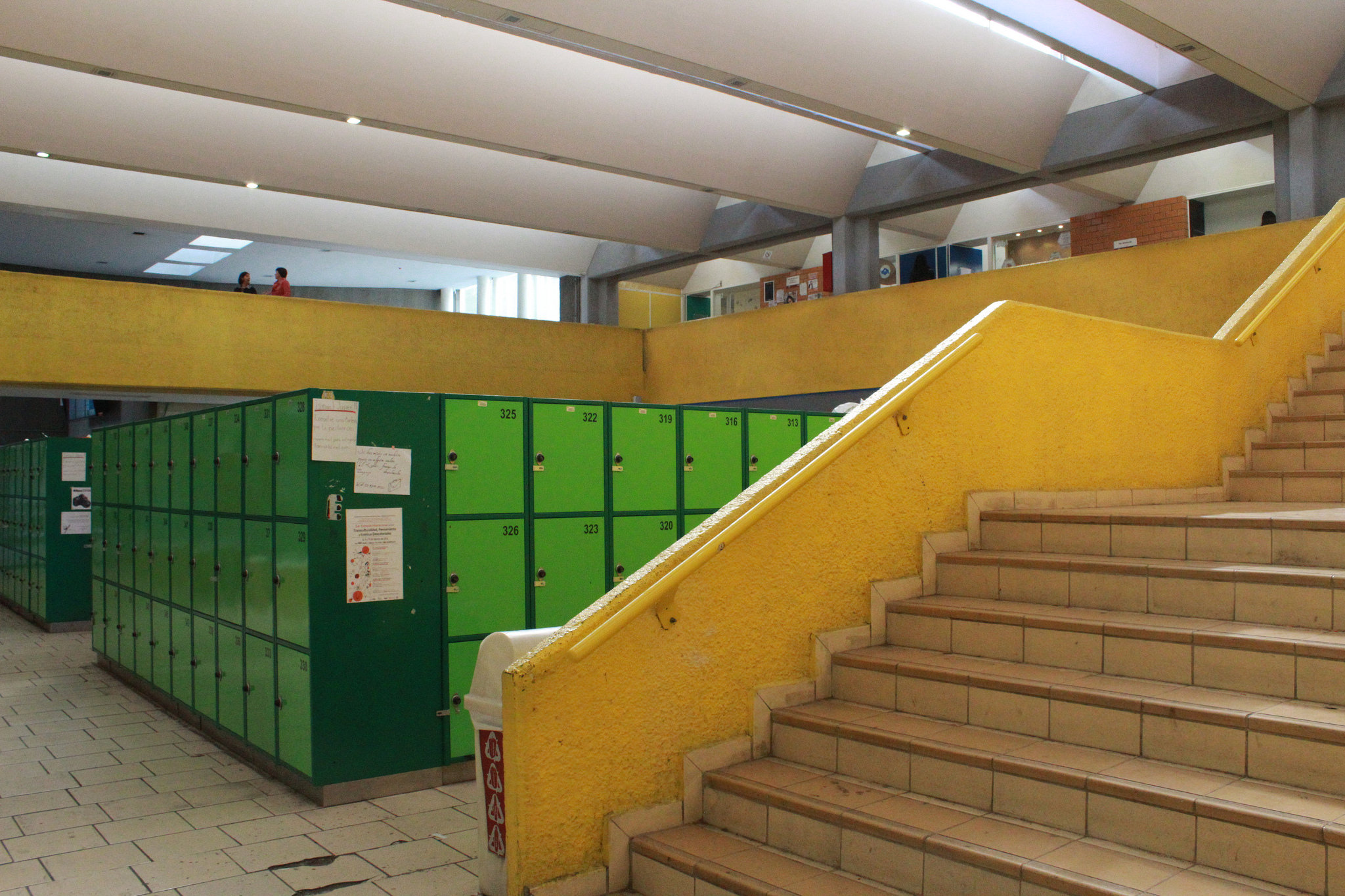
Escaleras y Lockers Edificio L (CyAD) - Universidad Autónoma Metropolitana Unidad Azapotzalco

La división de Ciencias y Artes para el Diseño (CYAD) fue creada en 1974, es una división académica de la Universidad Autónoma Metropolitana, la complementan la División de Ciencias Básicas e Ingeniería (CBI), y la de Ciencias Sociales y Humanidades (CSH).
La División de Ciencias y Artes para el Diseño concentra las carreras de Diseño de la Comunicación Gráfica, Arquitectura, Planeación Territorial y Diseño Industrial. 
El modelo académico que utiliza la división se basa en cuatro marcos generales de conocimiento: Marco Teórico, Marco Metodológico, Marco Tecnológico y Marco Operativo. Esto bajo un Modelo General del Proceso de Diseño con cinco fases: Caso, Problema, Hipótesis Alternativas, Proyecto, y Realización.

## Licenciaturas

### Licenciatura en Diseño de la Comunicación Gráfica
Esta licenciatura prepara profesionales capaces de dar respuesta a necesidades de comunicación dentro del campo de los medios impresos, audiovisuales y digitales.

### Licenciatura en Diseño Industrial
Esta licenciatura forma profesionales integrales, con una conciencia crítica de la actividad disciplinaria y de la relación existente entre ellos y la sociedad; que conozcan, mediante su proceso de diseño de productos, el compromiso, el enfoque, las funciones, aportaciones y la conciencia con la cual se diseña y realiza un producto socialmente útil.

### Licenciatura en Arquitectura
Esta licenciatura forma profesionales que realizan diseños destinados a la producción o mejoramiento de los espacios usados por el hombre en sus actividades cotidianas, capacitados para el trabajo interdisciplinario, mediante un proceso que permita visualizar los problemas arquitectónicos, plantear soluciones, desarrollar proyectos y supervisar su realización material, a partir de la investigación de las necesidades sociales relevantes en el país.
- Datos: Q5811733